# Rudawa (Białoruś)
Rudawa – folwark istniejący do 1945 roku, położony 50 km na wschód od Białegostoku. Teren, na którym się znajdował, leży obecnie na Białorusi, w obwodzie grodzieńskim, w rejonie brzostowickim, w sielsowiecie pogranicznym, w bezpośrednim sąsiedztwie granicy polsko-białoruskiej. Folwark został wysiedlony przez władze sowieckie wraz z innymi miejscowościami pasa nadgranicznego.

## Historia
W czasach zaborów dobra w granicach Imperium Rosyjskiego, w guberni grodzieńskiej, w powiecie grodzieńskim. W 1902 roku były własnością Brunowych i razem z folwarkami Hołynka i Zaścianek miały powierzchnię 1059 dziesięcin (ok. 1157 ha). Od 1919 roku w granicach II Rzeczypospolitej. 7 czerwca 1919 roku, wraz z całym powiatem grodzieńskim, weszły w skład okręgu wileńskiego Zarządu Cywilnego Ziem Wschodnich – tymczasowej polskiej struktury administracyjnej. Latem 1920 roku zajęte przez bolszewików, następnie odzyskane przez Polskę. 20 grudnia 1920 roku włączona wraz z powiatem do okręgu nowogródzkiego. Od 19 lutego 1921 roku w województwie białostockim, w gminie Hołynka. W 1921 r. miejscowość miała status folwarku. Było w nim 7 domów mieszkalnych.
W wyniku napaści ZSRR na Polskę we wrześniu 1939 r. miejscowość znalazła się pod okupacją sowiecką. 2 listopada została włączona do Białoruskiej SRR. 4 grudnia 1939 r. włączona do nowo utworzonego obwodu białostockiego. Od czerwca 1941 roku pod okupacją niemiecką. 22 lipca 1941 r. włączona w skład okręgu białostockiego III Rzeszy. W 1944 roku ponownie zajęta przez wojska sowieckie i włączona do obwodu grodzieńskiego Białoruskiej SRR. Od 1991 r. w składzie niepodległej Białorusi. W wyniku zmiany granicy polsko-radzieckiej w 1945 roku, miejscowość znalazła się w pasie nadgranicznym po stronie radzieckiej. Podobnie jak w przypadku innych miejscowości tego typu, zapadła decyzja o jej wysiedleniu.
W folwarku znajdował się m.in. dwór i kaplica. Do dzisiejszych czasów nie zachowały się żadne zabudowania.
W Rudawie w 1924 roku urodził się Edward de Virion – polski i brytyjski wojskowy, działacz polonii południowoafrykańskiej.

## Demografia
Według spisu powszechnego z 1921 roku, folwark zamieszkany był przez 177 osób, w tym 139 Białorusinów i 38 Polaków. Prawosławie wyznawało 139 osób, katolicyzm – 38. Obecnie nie ma żadnych mieszkańców.